# Travailleur
« Travailleurs » redirige ici. Pour les autres significations, voir Travailleur (homonymie).

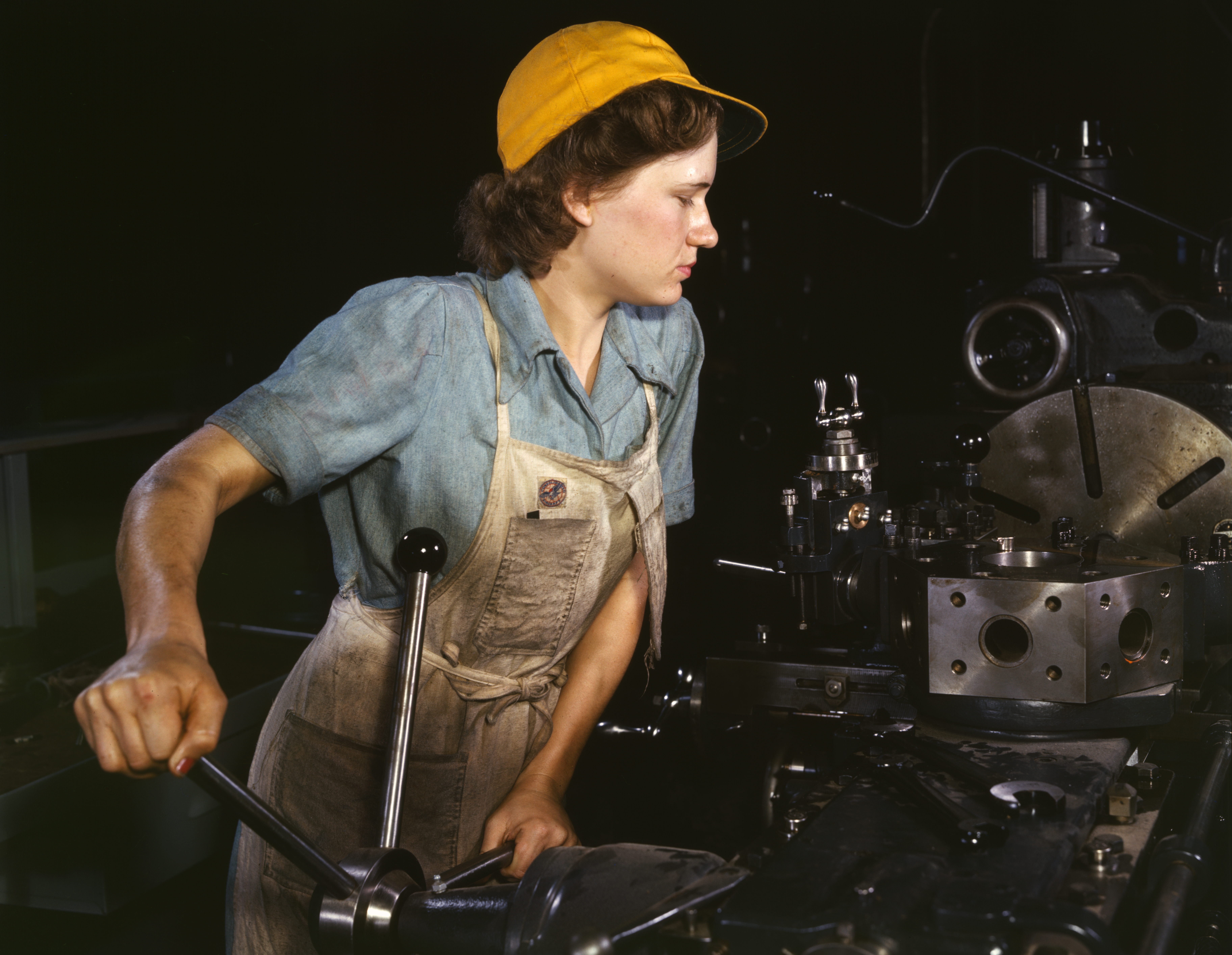
Ouvrière-tourneuse (Texas, États-Unis, 1942).

Un travailleur est une personne qui effectue un travail. Un travail est le plus souvent effectué au travers d'un emploi, il existe néanmoins des travaux qui ne sont pas reconnus comme emplois et sont en dehors du marché de l'emploi (ex. : tâches ménagères). 
En pratique, le mot « travailleur » est souvent employé comme synonyme de salarié.

## Classifications
À la différence du robot, chaque travailleur est d'abord un individu et une personnalité.
De nombreuses formes de catégorisation des travailleurs existent ;
- selon le type de travail (facile ou pénible, manuel ou intellectuel, répétitif ou créatif, etc.) ;
- selon l'objet ou le service produit (boulanger, conducteur, dessinateur, etc.) ;
- selon la hauteur ou la régularité du salaire (bien payé, mal payé, saisonnier, avec ou sans primes, etc.) ;
- selon le type de lien d'organisation du groupe : le travail peut être celui d'un employé salarié de l'industrie, d'une association, d'une coopérative ou d'une entreprise de services. Il peut aussi être fonctionnaire.
- selon la stabilité du travail (du contrat à durée indéterminée, au travailleur précaire qui a souvent le moins de prise sur sa trajectoire professionnelle)
- Selon les « jeux de rôles » ou interactions entre personnes ; Paul Bernard[1],[2], sur la base des aspects qualité et de stabilité du travail, P. Bernard pour mieux comprendre les moteurs des rapports sociaux au travail identifie 8 sortes de contrôle possible du travailleur sur son trajet socioprofessionnel, selon que sa trajectoire sera stable, continue, discontinue volontaire, discontinue involontaires, et selon le caractère « avantageux » ou « désavantageux » du poste occupé. Une typologie de travailleurs correspondant à ces contrôles serait les travailleurs « établis, piégés, carriéristes, libres, acharnés, déchus, intermittents et substituables ».
- Dans le monde scolaire et associatif, on parle parfois de « pseudo-travailleurs » (ex : en Belgique, l'application de la loi sur le Bien-être professionnel s'étend également aux personnes qui effectuent une forme de travail comme des élèves travaillant sur un tour mécanique dans le cadre d'un enseignement technique. Cette catégorie de travailleurs est alors communément repris sous le vocable de « pseudo-travailleurs ». Il en est de même pour des bénévoles travaillant pour le compte d'une association, il ne faut donc pas nécessairement qu'il y ait rémunération pour que la réglementation du travail s'applique pleinement dans le cadre de la prévention et de la protection du travailleur.
- selon la source de revenus, provenant

soit d'un patron ou employeur qui rémunère le travailleur (ex: ouvriers, employés, fonctionnaires, techniciens et agents de maîtrise, cadres et ingénieurs. Elle fut à une époque appelée classe ouvrière ou prolétariat, mais l'appellation courante actuelle est celle de salariés),
de clients, quand le travailleur est son propre patron, en tant que travailleur indépendant (ex : exploitant agricole, commerçant indépendant, artisan, profession libérale…).

## Vers un statut du travailleur?
Conception à développer à partir du travail de certains mouvements (les Semaines sociales par Jean Boissonnat, la CFTC, notamment), qui consiste à envisager une sorte de pacte social constitué de droits et de devoirs dont le travailleur est le sujet.